# La donna il sogno & il grande incubo
La donna il sogno & il grande incubo è il terzo album in studio degli 883, pubblicato il 16 giugno 1995 per l'etichetta Fri Records e primo album del gruppo senza Mauro Repetto.

## Storia dell'album
Questo è il primo album senza Mauro Repetto (che comunque figura come autore, cantando anche nella traccia fantasma Non 6 Bob Dylan), e il primo con la nuova formazione composta da Max Pezzali coadiuvato da un gruppo di giovani, tra i quali Paola e Chiara Iezzi (che in seguito formeranno a loro volta un duo di successo noto come Paola & Chiara). L'album fu anticipato dal singolo Senza averti qui, classificatosi 8º al Festival di Sanremo di quell'anno.
La canzone Tieni il tempo, firmata sia da Max che da Mauro, vincerà invece il Festivalbar.
L'album ebbe grande successo, vendendo più di un milione di copie, risultando uno degli album più venduti in quell'anno. Rimase in testa per 9 settimane durante l'estate 1995.
Dopotutto, paradossalmente, dopo l'abbandono da parte di Mauro Repetto, gli 883 hanno l'occasione di diventare una vera e propria band; grazie ai nuovi elementi Max Pezzali iniziò ad esibirsi dal vivo (e non più in playback o cantando su base registrata) nei palazzetti dello sport di tutta Italia.
Quando gli venne chiesto come mai avesse scelto La donna il sogno & il grande incubo come titolo per l'album, Max Pezzali rispose che si trattava di un omaggio alla continuità: così come era avvenuto per i lavori precedenti, l'album portava il titolo dell'unica canzone "di fantasia" presente fra le varie canzoni. La copertina dell'album è un altro omaggio al mondo del fumetto, dopo l'omaggio di Hanno ucciso l'Uomo Ragno del primo album: essa ritrae Max Pezzali vestito da Dylan Dog che corre verso un edificio spettrale, il Dream Motel del singolo Il grande incubo.

## Il disco
Anche questo disco presenta caratteristiche molto simili ai precedenti, ma il lavoro di affinamento iniziato in Nord sud ovest est è decisamente migliorato e perfezionato. Le melodie si fanno più complesse, gli arrangiamenti più ricercati, i testi più articolati. Ci sono 11 brani, molto variegati l'uno rispetto all'altro, pur nella comunanza dello stile 883; l'undicesimo brano contiene una traccia fantasma dal titolo Non 6 Bob Dylan.
La radio a 1000 watt, Fattore S, Gli avvoltoi, Musica, O me o (quei deficienti lì) ricordano le canzoni dei primi album, sia per le musiche che per i testi. Ti sento vivere è un pezzo "lento" in cui si parla di un amore per una ragazza, non ancora rivelato; l'intro al pianoforte e la struttura della canzone ricordano le atmosfere sognanti di Come mai.
Senza averti qui, Tieni il tempo e soprattutto la melodica Una canzone d'amore (scritta insieme a Claudio Cecchetto) diventano subito brani di successo, ed entrano a far parte delle canzoni più conosciute e amate del repertorio del gruppo.
Il grande incubo, brano che dà il nome all'album, è un pezzo musicalmente molto particolare, che in un certo senso rappresenta una novità rispetto allo standard del gruppo; in questa canzone si affronta il tema dell'amore che a volte può diventare occasione di perdita di quell'innocenza che si ha da "piccoli", tanto da poter addirittura terrorizzare e mettere in fuga.
Nel disco è presente il celebre brano Gli anni. Scritto da Max Pezzali e Mauro Repetto ma firmato dal solo Pezzali, questo pezzo affronta esplicitamente il tema della nostalgia dovuta agli anni che passano e del rimpianto per i tempi andati che non torneranno più. Si intravedono qui un Pezzali alla ricerca di un proprio percorso di maturazione sia personale che musicale, che coincide anche con la sua crescita anagrafica, e un Repetto che ormai si sente fuori posto ed ha già preso la decisione di andare via dagli 883 ("Non lo so che faccio qui") poiché, come ammetterà anni dopo, non vuole più la stessa storia, lo stesso posto e lo stesso bar. 
Nel 2000 l'album è stato ristampato dalla Warner con il titolo La donna il sogno & il grande incubo - Edizione Straordinaria e l'aggiunta di sei brani: due canzoni non incluse nell'edizione originaria (una delle quali, Chiuditi nel cesso, già pubblicata nella raccolta Remix '94) e quattro remix di altrettanti brani del disco, tutti già editi come b-side dei singoli.

## Tracce
1. La radio a 1000 watt – 4:49 (testo: Max Pezzali – musica: Pezzali,  Peroni, Guarnerio)
2. Fattore S – 4:19 (testo: Pezzali – musica: Pezzali, Peroni, Guarnerio)
3. Ti sento vivere – 3:56 (Pezzali)
4. Senza averti qui – 3:47 (testo: Pezzali – musica: Pezzali, Peroni, Guarnerio, Santoro)
5. Tieni il tempo – 3:35 (Pezzali, Repetto)
6. Gli avvoltoi – 3:58 (Pezzali)
7. Il grande incubo – 4:57 (Pezzali)
8. Una canzone d'amore – 5:32 (testo: Pezzali, Cecchetto – musica: Pezzali)
9. Musica – 3:34 (Pezzali, Repetto)
10. O me o (quei deficienti lì) – 4:52 (testo: Pezzali – musica: Pezzali, Peroni, Guarnerio)
11. Gli anni – 4:52 (Pezzali)

Tracce bonus nell'Edizione Straordinaria del 2000
1. Non 6 Bob Dylan – 4:10 (Pezzali, Repetto)
2. Chiuditi nel cesso – 3:55 (Pezzali, Repetto, Peroni, Guarnerio)
3. Dimmi perché – 3:51 (Pezzali, Repetto)
4. Senza averti qui (Kwaanza Posse Mix) – 3:47 (Pezzali, Peroni, Guarnerio)
5. Il grande incubo (Bliss Team Remix) – 4:33 (Pezzali)
6. Una canzone d'amore (Milangeles Remix) – 4:35 (Pezzali, Cecchetto)
7. Gli anni (Bliss Team Classic Remix) – 4:41 (Pezzali)

## Formazione
- Max Pezzali – voce, programmazione
- Jacopo Corso – chitarra
- Sandro Verde – tastiera
- Leandro Misuriello – basso

### Altri musicisti
- Mauro Repetto – seconda voce in Non 6 Bob Dylan
- Paola Folli – seconda voce in O me o (quei deficienti lì)
- Paola e Chiara Iezzi – cori in Tieni il tempo
- Michele Monestiroli – sassofono in Tieni il tempo
- Daniele Moretto – tromba in Tieni il tempo
- Demo Morselli – tromba in Musica
- Paolo Jannacci – fisarmonica in Tieni il tempo
- Saturnino – basso in O me o (quei deficienti lì)
- Ivan Ciccarelli – batteria in Gli avvoltoi

## Classifiche
| Classifica (1995) | Posizione massima |
| ----------------- | ----------------- |
| Europa            | 23                |
| Italia            | 1                 |
| Svizzera          | 5                 |

### Classifiche di fine anno
| Classifica (1995) | Posizione |
| ----------------- | --------- |
| Europa            | 95        |
| Italia            | 10        |
| Svizzera          | 46        |